# Ганс Тільковскі
Ганс Тільковскі (нім. Hans Tilkowski; 12 липня 1935, Дортмунд — 5 січня 2020) — західнонімецький футболіст, що грав на позиції воротаря. Футболіст року в Німеччині (1965). Один з найвидатніших німецьких воротарів 1960-х років. По завершенні ігрової кар'єри — тренер.
Виступав за клуби «Вестфалія 04», «Боруссія» (Дортмунд) та «Айнтрахт», вигравши з дортмундцями Кубок кубків УЄФА та Кубок Німеччини. Також грав за національну збірну ФРН, з якою став віце-чемпіоном світу.

## Клубна кар'єра
Народився 12 липня 1935 року в Дортмунді, в шахтарському містечку Гусен в родині шахтаря. Три роки по тому його батько на три дні виявився заваленим в шахті. Його вдалося врятувати, але мати тоді присягнулася, що її син не стане шахтарем. Незабаром почалася Друга світова війна, Рур нещадно бомбили, а з розваг на напівзруйнованих пустирях залишився лише футбол.
Авторитетом для місцевих хлопчаків був хлопець Руді на прізвисько «Пудинг», який умів шити м'ячі з ганчір'я і став, за словами Тільковскі, кимось на кшталт Аді Дасслера для дворових зірок. У перші повоєнні роки вічно голодний хлопчик вирішив навчитися битися, записавшись на бокс. Заняття ці ледь не коштували юнакові зовнішності — тієї самої, завдяки якій Тільковскі часто плутали з легендарним голлівудським красенем Полом Ньюманом. Зламана щелепа і місяць харчування через трубочку зменшили боксерські амбіції Ганса, тим більше, що в місцевій футбольній школі справи йшли непогано і з 11 років він грав за місцевий футбольний клуб «Гусен 19». До п'ятнадцяти років Тільковскі грав на правому фланзі атаки, але після уходу воротаря команди за рішенням тренера спробував себе в амплуа воротаря, де вдало себе проявив.
Фактична кар'єра у футболі для Ганса почалася в 1949 році після переїзду до молодіжної команди «Кайзерау». Влітку 1953 року 17-річний Тільковскі програв фінал молодіжного чемпіонату Вестфалії, але негайно був переведений у першу команду, де став основним гравцем і яскраво заявив про себе, через що зацікавив аматорську збірну ФРН, яка готувалась до Олімпійських ігор 1956 року в Мельбурні. Але ще на два роки лишатися аматором Тільковскі не схотів, оскільки також мав запрошення від професіональних команд з Оберліги, вищої на той момент ліги ФРН.

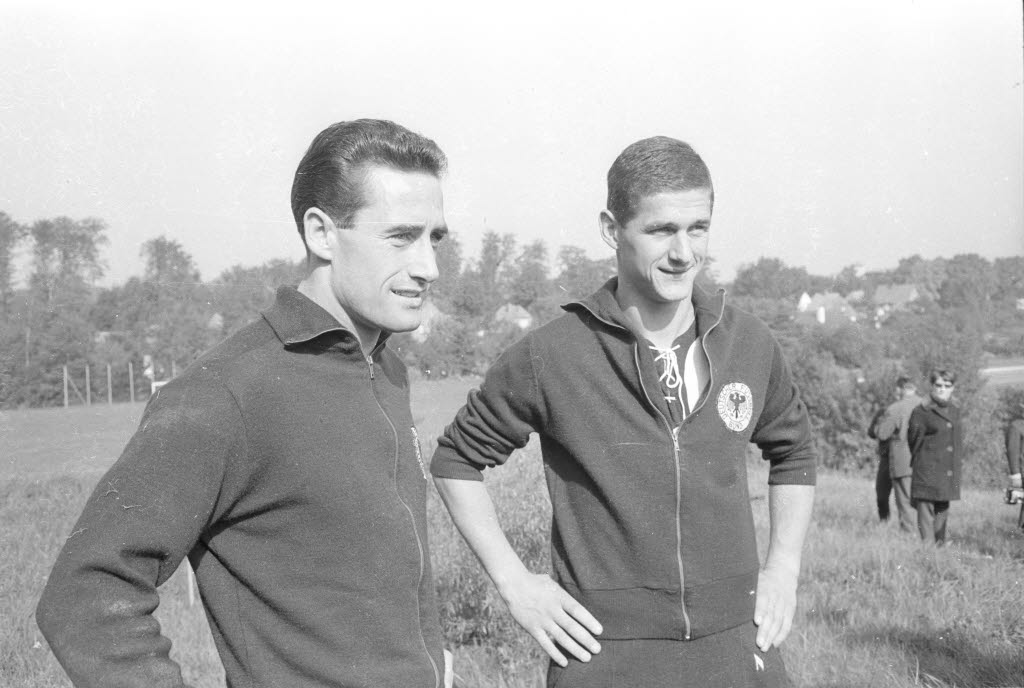
Ганс Тільковскі (ліворуч) та Макс Лоренц у 1965 році.

Ганс мріяв грати за найуспішнішу на той момент команду Рура — «Шальке 04», але тоді в воротах «кобальтових» стояв легендарний Манфред Орцессек, тому Тільковскі прийняв пропозицію клубу «Вестфалія 04» з Герне, який того ж 1955 року очолив молодий амбітний тренер Фріц Лангнер. Період у цій команді був надзвичайно плідним часом для молодого воротаря і виробив власну манеру гри, орієнтовану на вибір позиції, а не на стрибки. У сезоні 1958/59, багато в чому завдяки надійній грі Ганса, «Вестфалія» стала сенсаційно чемпіоном Оберліги Вест. Загалом за кар'єру він провів 210 ігор у цьому дивізіоні
Чемпіонат світу 1962 року багато в чому став відправною точкою в зародженні професіонального німецького футболу. У клубах Оберліги були невисокі зарплати, велика частина гравців паралельно працювала, включаючи й Тільковскі, а більшість найсильніших гравців чемпіонату їхали до благополучнішої Італії. У результаті було ухвалено рішення про створення з сезону 1963/64 єдиної Бундесліги. На перший матч нового турніру Ганс Тільковскі вийшов вже воротарем «Боруссії» (Дортмунд) — останнього чемпіона ФРН за старою схемою. Уже в другому турі він вписав своє ім'я в історію турніру, ставши першим воротарем, який взяв пенальті в матчах Бундесліги. Через пару місяців дортмундці дебютували в Кубку європейських чемпіонів. 6 листопада 1963 року суперником німців була лісабонська «Бенфіка», яка три останні сезони грала у фіналі головного клубного турніру Європи, маючи в складі Ейсебіо і Маріу Колуну. Дортмундці програли в Португалії 1:2, але Тільковскі став одним з героїв матчу. Після цього навіть керівництво німецької команди не вірило в шанси команди. За прохід у наступне коло була призначена премія в 250 марок. Перед матчем Тільковскі зміг умовити керівництво збільшити премію до 500 марок, але у домашній грі «Боруссія» несподівано розгромила суперника 5:0. Потім у чвертьфіналі в березні 1964 року вони пройшли команду Йозефа Масопуста, празьку «Дуклу», і, таким чином, вийшли до півфіналу, де зазнали поразки від «Інтернаціонале».
У наступному сезоні 1964/65 Тільковскі здобув свій перший повноцінний трофей з командою, вигравши Кубок ФРН, при цьому він був одним з головних творців цього тріумфу, за що отримав приз найкращому футболісту Німеччини. Тоді ж воротар став паралельно займатись бізнесом, відкривши крамницю з продажу сувенірів, а вже наступного сезону здобув і свій найбільший трофей, Кубок володарів кубків 1965/66, здолавши у фіналі зірковий «Ліверпуль» (2:1 дч)
Гол-фантом у фіналі чемпіонату світу 1966 року став початком закату кар'єри воротаря. Новий тренер «Боруссії» Гайнц Мурах, посадив Тільковскі на лаву запасних і наступного року Ганс змушений покинути команду та перейти до франкфуртського «Айнтрахта», все більше займаючись бізнесом, тому 1970 року голкіпер закінчив свою професіональну кар'єру.

## Виступи за збірну

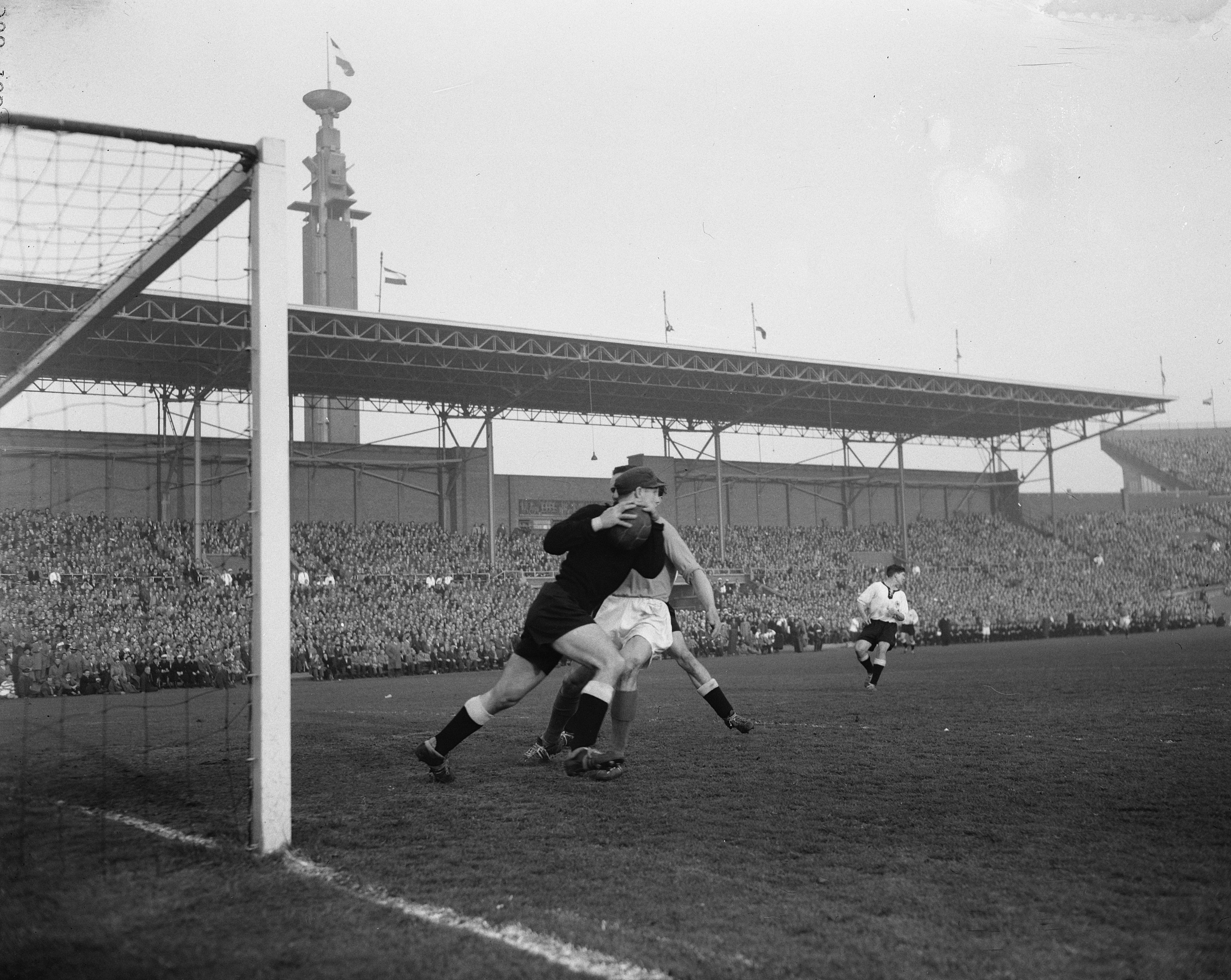
Ганс Тільковскі у своєму дебютному матчі за збірну ФРН. 3 квітня 1957 року.

Вже на другий сезон в Оберлізі, 1957 року, Тільковскі звернув на себе увагу тренера збірної ФРН — великого Зеппа Гербергера. 3 квітня 1957 року дебютував в офіційних матчах у складі національної збірної ФРН у товариській грі проти Нідерландів. Пара товариських матчів і тренування з воротарем чемпіонів світу Тоні Туреком стали новими кроками на шляху до вершин майстерності.
В подальшому Тільковскі став основним воротарем збірної ФРН і на чемпіонат світу 1962 року у Чилі 27-річний Тільковскі підійшов в чудовій формі. На той час його сильними сторонами стали також гра на виході і введення м'яча в гру. Однак, зібравши команду ввечері перед стартовим матчем групового етапу проти Італії, головний тренер Зепп Гербергер оголосив, що місце у воротах займе 21-річний дублер Вольфганг Фаріан. Розсерджений Тільковскі зажадав аби йому видали закордонний паспорт та квиток і повернувся додому, заявивши що більше не буде грати за збірну. Епізод позначився на кліматі всередині команди: німці вилетіли вже в 1/4 фіналу.

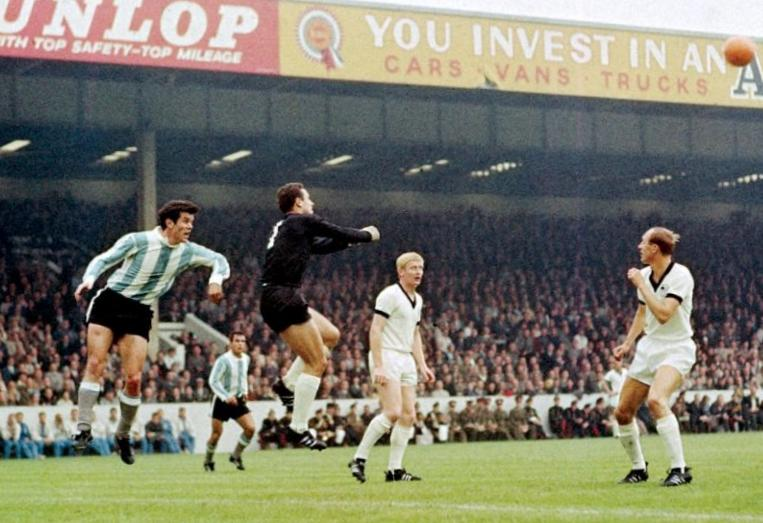
Ганс Тільковскі у матчі групового етапу чемпіонату світу 1966 року проти Аргентини.

Гербергера Тільковскі пробачив лише на початку 1964 року, коли після зустрічі на бенкеті Ганс погодився повернутися до збірної. Через рік на чемпіонаті світу 1966 року в Англії німців очолював вже інший тренер, Гельмут Шен, який бачив Ганса беззаперечним основним воротарем своєї збірної. На свій 31-й день народження Тільковскі нарешті дебютував на чемпіонатах світу, а німці в першому турі групового етапу розгромили Швейцарію (5:0). Надалі, у тому числі завдяки вдалій грі Тільковскі, команда дійшла до фіналу змагань, пропустивши до вирішального матчу лише двічі в п'яти матчах. Утім у фіналі проти англійців був зарахований спірний гол у ворота Тільковскі через помилку радянського бокового арбітра Тофіка Бахрамова, через що німці програли трофей.
Після цієї трагедії Тільковскі зіграв за збірну лише один матч, 8 квітня 1967 року у відборі на чемпіонат Європи 1968 року проти Албанії (6:0). Протягом кар'єри у національній команді, яка тривала 11 років, провів у формі головної команди країни 39 матчів, пропустивши 33 голи.

## Кар'єра тренера
Ще до того, як закінчився останній ігровий контракт Ганса, він закінчив тренерські курси Геннеса Вайсваллера у Спортивному університеті Кельна, причому з найкращими оцінками серед свого випуску. Вайсваллер був знайомий з тодішнім президентом «Вердера» Гансі Вольфом. Бременці тоді перебували в середині турнірної таблиці чемпіонату, хоча склад був досить потужний. Після жахливої серії із семи поразок поспіль тренер Фріц Ребелль втратив довіру керівництва і був звільнений. Замість нього Вольф вирішив запросити талановитого Тільковскі, щоправда, Ганса відразу попередили, що в команді він попрацює лише до літа, а за цей час клуб підбере досвідченого тренера. Тільковскі погодився, пропрацювавши у команді трохи більше трьох місяців — з 17 березня і до 30 червня 1970 року, але до кінця сезону ситуація не змінилася і «Вердер» навіть близько не підібрався до зони єврокубків, зайнявши 11-те місце, після чого на посаду був призначений досвідчений Роберт Гебгарт.
Влітку 1970 року колишній воротар став головним тренером команди «Мюнхен 1860». З фінансово неблагополучними «левами» він став у 1971 році четвертим у другому дивізіоні, а на наступний рік третім, утім на початку сезону 1972/73, 31 серпня 1972 року, покинув посаду.
Згодом протягом 1973—1976 років очолював тренерський штаб іншого клубу другого дивізіону, «Нюрнберга», після чого повернувся до роботи з «Вердером». У першому сезоні Тільковскі зайняв з командою 11 місце у Бундеслізі, але по ходу другого сезону, 19 грудня 1977 року, покинув клуб.
22 лютого 1978 року він очолив «Саарбрюкен» із завданням врятувати команду, але не зумів покращити ситуацію і клуб, посівши 16-те місце, покинув еліту. Останнім його досвідом у тренерській справі став грецький АЕК, в якому німець пропрацював дев'ять місяців 1981 року.

Розчарувавшись у все більшій комерціалізації професійного футболу, Ганс вирішив покинути професіональний футбол. 
|  | «Платний футбол вже не мій світ. Гроші все більше домінують у всіх рішеннях, і для багатьох гравців розрив між фінансовими правами та готовністю до виконання зростає.» |

Надалі Тільковскі зайнявся благодійністю. Він грав і організовував виставкові матчі, а потім спільно з Францем Беккенбауером і Уве Зеелером відкрив футбольну школу для розумово відсталих дітей.
У 2009 році Тільковскі приїхав на відкриття пам'ятника Тофіка Бахрамова до Баку. І перед багатотисячним натовпом почав свою промову словами «Попри те, що гола не було…», а потім високо оцінив гідний культовий статус, яким Бахрамов мав серед своїх співвітчизників.

## Статистика
| Чемпіонат | Чемпіонат             | Чемпіонат  | Ліга | Ліга |
| Сезон     | Клуб                  | Ліга       | Ігри | Голи |
| Німеччина | Німеччина             | Німеччина  | Ліга | Ліга |
| --------- | --------------------- | ---------- | ---- | ---- |
| 1963-64   | «Боруссія» (Дортмунд) | Бундесліга | 21   | 0    |
| 1964-65   | «Боруссія» (Дортмунд) | Бундесліга | 17   | 0    |
| 1965-66   | «Боруссія» (Дортмунд) | Бундесліга | 34   | 0    |
| 1966-67   | «Боруссія» (Дортмунд) | Бундесліга | 9    | 0    |
| 1967-68   | «Айнтрахт»            | Бундесліга | 26   | 0    |
| 1968-69   | «Айнтрахт»            | Бундесліга | 14   | 0    |
| 1969-70   | «Айнтрахт»            | Бундесліга | 0    | 0    |
| Країна    | Німеччина             | Німеччина  | 121  | 0    |
| Всього    | Всього                | Всього     | 121  | 0    |

| Збірна Німеччини | Збірна Німеччини | Збірна Німеччини |
| Роки             | Ігри             | Голи             |
| ---------------- | ---------------- | ---------------- |
| 1957             | 2                | -4               |
| 1958             | 3                | -4               |
| 1959             | 2                | -4               |
| 1960             | 5                | -4               |
| 1961             | 6                | -3               |
| 1962             | 0                | 0                |
| 1963             | 0                | 0                |
| 1964             | 4                | -4               |
| 1965             | 7                | -3               |
| 1966             | 9                | -7               |
| 1967             | 1                | 0                |
| Всього           | 39               | -33              |

## Титули і досягнення

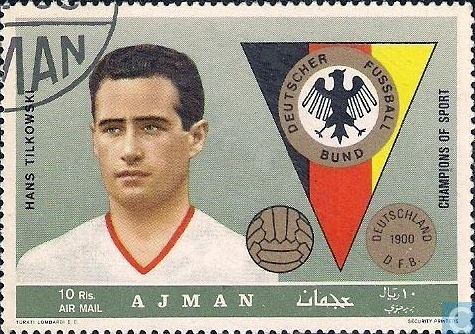
Поштова марка Аджману 1969 року із зображенням Тільковскі.

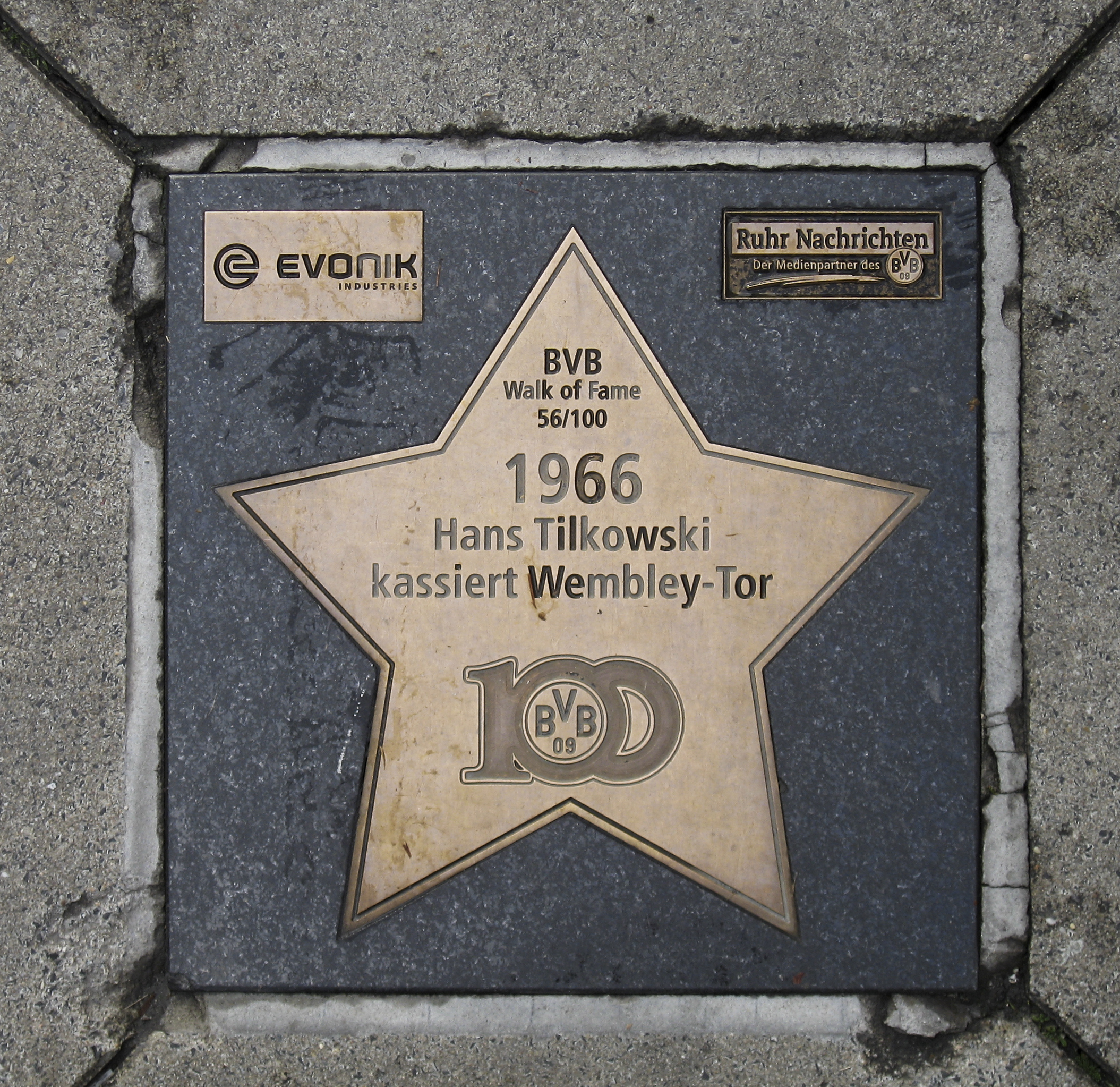
Зірка Тільковскі на Алеї слави «Боруссії» (Дортмунд).

### Командні
- Володар Кубка Німеччини (1):

«Боруссія» (Дортмунд): 1965
- Володар Кубка Кубків УЄФА (1):

«Боруссія» (Дортмунд): 1965–66
- Віце-чемпіон світу: 1966

### Особисті
- Футболіст року в Німеччині: 1965